# Свод
Свод је хоризонтална самостална грађевинска и архитектонска конструкција, која у пресеку има лучни облик.

## Историја
Најстарији сводови постојали су већ у време сумерске архитектуре у доба Месопотамије пре 3300. године п. н. е, а најстарији очувани свод се налази у храму Рамзеса III. Најчешће се конструише према полукружним луковима који преносе терете са плафона на противстојеће потпорне зидове. Обично се гради над правоугаоним просторима те, иако није услов, на паралелним зидовима.

## Унакрсни сводови
Ови архитектонски елементи настају укрштањем полуобличастих сводова који су управни један на други и истога су пречника. На тај начин се утврђује простор изнад квадратне основе и на овај се начин може сврстати даље поље уз основно засвођено поље у узајамно правим угловима.

## Ребрасти сводови
Ребрасти сводови искоришћавају носећа ребра као преносну и усмеравајућу конструкцију из сводова у потпорне елементе. Овај, у основи, једноставни начин је одраз развијеног грађевинарства који захтева успешно и тачно одређивање конструктивних елемената, које се карактерише великом тачношћу у одређивање позиција конструктивних елемената и њихово преношење резултата геометријског истраживања у стварност.
Са развојем ребрастих сводова, засвођавање простора постаје својебитна уметност у формирању ентеријера и у доба готике појављује се већ као самостални елеменат без употребе декоративног сликарства у примени и резултује у богатству типова који постају што даље то више декоративни као што су мрежни сводови, висећи сводови, или лепезасти сводови и ови компликовани облици се постепено гасе.

## У погледу примене материјала
- Дрвени сводови
- Сводови од опеке
- Камени сводови
- Бетонски сводови

## У погледу архитектонских стилова
- Романски сводови
- Готски сводови